# Svante Janson
Carl Svante Janson (* 21. května 1955) je švédský matematik. Zabývá se především funkcionální analýzou, harmonickou analýzou, teorií pravděpodobnosti, statistikou, kombinatorikou, teorií grafů a analýzou algoritmů. Nejdůležitějších výsledků dosáhl v teorii náhodných grafů a U-statistice.